# Papa Esteve VIII
Papa Esteve VIII (llatí: Stephanus VIII)  (Roma, segle X - Roma, octubre 942) va ser Papa de l'Església catòlica del 939 al 942.
Va ser escollit papa, igual que el seu predecessor, per disposició del príncep i senador romà 
Alberic II de Túsculum, que com la seva mare Marozia va sotmetre durant dècades els papes escollits sota el seu mandat.
Durant el seu pontificat, en 940, va intervenir en l'enfrontament que tenia lloc a França entre el comte Hug de París i el rei Lluís IV d'Ultramar, aliant-se amb el darrer i amenaçant d'excomunicar als francesos i borgonyesos que ni li prestessin obediència.
Segons certes fonts poc fiables hauria estat objecte d'una conspiració, en el curs de la qual li haurien tallat el nas.

Va morir l'octubre del 942.